# 喬恩·魯賓斯坦
喬納森·“乔恩”·魯賓斯坦（英語：Jonathan J. "Jon" Rubinstein，1956年10月—），生於美國紐約州紐約市，計算機科學家與電子工程師，曾任蘋果電腦公司資深副總裁、Palm公司董事長，現任高通公司董事。他也是美国国家工程院成員，電機電子工程師學會資深成員。任職於蘋果電腦時，成為首席硬體工程師，在iMac與iPod的研發過程中，曾發揮重要影響力。

## 生平
1978年畢業於康乃爾大學電子工程學系，1979年取得碩士學位。隨後在科羅拉多州立大學，取得計算機科學碩士學位。喬恩·魯賓斯坦在大學期間，曾進入當地一間電腦公司，工作了兩年。取得碩士學位後，進入惠普工作。
1986年，離開惠普，進入矽谷一間新創公司Ardent Computer。
1990年，史蒂夫·乔布斯邀請他進入NeXT，擔任首席硬體工程師。他負責設計NeXT RISC Workstation，但是在1993年，NeXT決定放棄硬體設計、生產的部份，專心投入軟體開發，因此這個產品從未上市。在負責遣散與結束硬體製造部門之後，喬恩·魯賓斯坦也離開NeXT，進入Power House Systems。